# Joseph Egger
Joseph Egger (22 de fevereiro de 1889 – 29 de agosto de 1966) foi um ator austríaco de filmes de faroeste. Além de atuar, ele era um conhecido comediante de salão de música, e era famoso por fazer "truques" com sua barba.
Ele apareceu em muitos filmes western, incluindo os dois primeiros filmes da "Trilogia dos dólares", dirigido por Sergio Leone: Por um Punhado de Dólares (como Piripero) e Por uns Dólares a Mais (como velho profeta), pouco antes de sua morte.

## Filmografia selecionada
- Schrammeln (1944)
- Der Musterknabe (1963)
- Per un pugno di dollari (1964)
- Per qualche dollaro in più (1965)
- Black Eagle of Santa Fe (1965)